# Rhagoletis fausta
Rhagoletis fausta is een vliegensoort uit de familie van de boorvliegen (Tephritidae). De wetenschappelijke naam van de soort is voor het eerst geldig gepubliceerd in 1877 door Osten Sacken.